# Trésor des Guelfes
Le trésor des Guelfes  est un ensemble de quarante-quatre pièces conservées au Musée des arts décoratifs de Berlin.
Cet ensemble composé de  reliquaires, de croix, de pièces d’orfèvrerie provient de la cathédrale de Brunswick, lieu de sépulture des ducs Welf (forme francisée : Guelfe). Parmi les pièces d'orfèvrerie figure la croix des Guelfes en or.

## Provenance
Le trésor était constitué à l’origine de 82 pièces, achetées en 1927 par un consortium de marchands d’art au duc de Brunswick, héritier des Guelfes. À la suite de l’effondrement du marché, dû au krach de 1929, seuls 38 objets ont été revendus. Les 44 œuvres restantes ont été achetées en 1935 par l’Etat prussien à la demande d'Hermann Göring. En février 2015, deux descendants des anciens propriétaires ont porté plainte devant la justice américaine contre l’Etat allemand et la Fondation pour l’héritage culturel prussien (qui gère les musées de Berlin) pour récupérer ces objets, dont ils estiment la valeur entre 250 et 300 millions de dollars (223 à 267 millions d’euros). Plaidant que leur vente a été forcée par les nazis, ce que nie l’Allemagne, ils ont été déboutés par une décision unanime de la cour suprême des États-Unis en 2021.